# 胚発生における極性

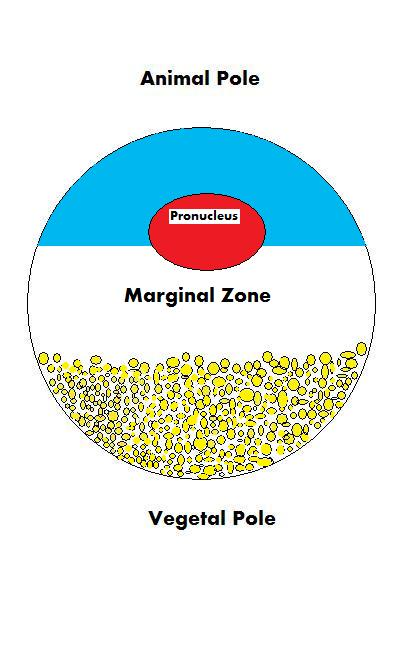
極が描写された卵母細胞

発生生物学において、胚は胞胚内において2つの半球、動物極（animal pole）および植物極（vegetal pole）に分けられる。
動物極はすばやく分裂する小さな細胞から成る。動物極は後に胚自身に分化し、3つの主要な胚葉を形成し、原腸形成に関与している、と考えられる場合もある。
植物極は非常に遅く分裂する大きな卵黄様細胞を含む。植物極は、発生中の胚を保護し栄養分を与える胚体外膜へと分化すると考えられる場合もある（ほ乳類における胎盤や鳥類における絨毛膜）。
動物-植物軸の発生は受精より前に起きる。精子の侵入は動物半球のどの場所でも起こりうる。精子侵入の地点は背-腹軸を決定する。精子侵入の領域の反対側の細胞は最終的には体の背部を形成する。
アフリカツメガエルXenopus leaviaでは、色素パターンが卵母細胞にはっきりと区別できる極性を持つ放射対称性の特徴を与える。動物半球は暗褐色であり、植物半球は弱く着色しているだけである。対称軸は動物極の一方から植物極の反対側へ貫通する。2つの半球は着色していない赤道帯によって隔てられる。極性は胚構造の出現に大きな影響を与える。実際、軸極性は初期胚発生が組織化される際の幾何学的システムの1つの座標として機能する。

## 命名
動物極は、ゆっくりと発達する植物極に相対的に活発なところからその名称が付けられた。
なお、植物性も参照のこと。